# Iłowo (osada w powiecie sępoleńskim)
Iłowo – osada w Polsce, położona w województwie kujawsko-pomorskim, w powiecie sępoleńskim, w gminie Sępólno Krajeńskie.
W latach 1975–1998 miejscowość administracyjnie należała do województwa bydgoskiego.
Zobacz też: Iłowo (wieś w powiecie sępoleńskim), Iłowo-Osada, Iłowo-Wieś, Iłów